# Opportunities (Let's Make Lots of Money)
Opportunities (Let's Make Lots of Money) è un singolo del gruppo musicale britannico Pet Shop Boys, pubblicato il 1º luglio 1985 e successivamente ripubblicato il 19 maggio 1986 come terzo estratto dal primo album in studio Please.
Il brano è una sorta di satira al thatcherismo, al consumismo e al fenomeno yuppie del Regno Unito durante gli anni ottanta. Questa satira rappresentò una sorta di attacco indiretto, caratteristica spesso accostata ai Pet Shop Boys: la loro capacità di associare testi intelligenti e con un significato concreto a melodie synthpop.

## La canzone

### Storia
La canzone è stata scritta durante i primissimi anni della carriera dei Pet Shop Boys, più precisamente nel 1983. Secondo quanto dichiarato da Neil Tennant, "il principale concetto del testo venne fuori durante una seduta di registrazione a Camden Town, quando Chris Lowe gli chiese di scrivere un testo basato sulla frase Let's make lots of money (tradotto in italiano, facciamo molti soldi)". Tennant disse che, durante la stesura del testo, fu ispirato dalla relazione dei personaggi di Dustin Hoffman e Jon Voight nel film Midnight Cowboy.
La prima versione del brano, registrata col primo produttore del duo Bobby Orlando, non fu realizzata ma venne tenuta come demo; dopo aver firmato un contratto discografico con la Parlophone, il brano fu registrato nuovamente con la produzione di J. J. Jeczalik (membro degli Art of Noise) e Nicholas Froome.
Opportunities venne realizzata come singolo nel 1985 ma non riscosse alcun successo nelle classifiche, addirittura piazzandosi alla 116ª posizione in Official Singles Chart britannica. Successivamente i Pet Shop Boys lavorarono al loro album di debutto, Please, con il produttore Stephen Hague, il quale ri-produsse Opportunities in una nuova versione singola (di stampo più elettronico e synthpop). Suddetta versione fu poi estratta come terzo singolo dell'album nel 1986, riuscendo a entrare nella Top20 inglese (posizione numero 11) e riscuotendo lo sperato successo che il duo si prefiggeva. In termini di classifica Opportunities fu il primo, e attualmente unico, caso in cui il brano riscosse maggior successo nella classifica americana che in quella inglese (nella Billboard Hot 100 il brano si piazzò in 10ª posizione).

### Testo
Il testo raffigura, secondo le parole di Tennant, "due perdenti". La canzone viene scritta dalla prospettiva di uno dei due uomini (il quale si descrive come intellettuale e educato) il quale si riferisce all'altro (definito di bell'aspetto e muscoloso) invitandolo a unirsi a lui per "fare molti soldi".
Tennant mostra chiaramente che quella "strategia" è destinata a fallire in quanto fra i protagonisti vi è presente una sorta di arroganza. La sorta di ironia scaturita dalla canzone è che, detto da Tennant, che "le persone implicate non riusciranno a fare soldi". I Pet Shop Boys hanno anche attribuito alla canzone una sorta di cinismo, in parte, all'attitudine punk rock del periodo.
Il significato stesso del testo è anche una vera e propria interpretazione di chi l'ascolta, e ciò ha da sempre caratterizzato i Pet Shop Boys: brani come Opportunities hanno da sempre additato i Pet Shop Boys come "band ironica", un'etichettazione ingiusta e basata su opinioni personali. Ciò penalizzerà gran parte della carriera che il duo avrà, rendendo molti dei loro brani "ignorati" da quasi tutti.
Oltre al già citato diverso stampo musicale delle due versioni realizzate, un'altra sostanziale differenza fra le due versioni è l'estromissione del testo finale dalla versione del 1986: "All the love that we had / And the love that we hide / Who will bury us / When we die?" (tradotto in italiano, "Tutto l'amore che abbiamo / E l'amore che abbiamo nascosto/ Chi ci seppellirà / Quando moriremo?").
Secondo Tennant, il testo finale venne rimosso in quanto il duo temeva che quel testo fosse percepito come "troppo pretenzioso".
La prima versione di Opportunities, quella datata 1985, non fu mai inclusa in alcun album o pubblicazione del duo, fino a quando nel 1998 venne inclusa nella raccolta ad edizione limitata Essential.

### Pubblicazione
Entrambe le versioni realizzate furono pubblicate solo in vinile: i remix per la versione del 1985 furono prodotto da Ron Dean Miller, mentre quelli della versione del 1986 furono prodotti dal noto produttore Shep Pettibone. Alcune versioni dub di Miller furono tuttavia incluse nella ristampa del 1986.
Fra i b-side della versione del 1985 appare il popolare brano In the Night, che narra della subcultura conosciuta come Zazou che caratterizzò la resistenza francese nella occupazione tedesca della Francia della Seconda Guerra Mondiale (argomento che Tennant lesse in un libro storico).
In the Night divenne poi il tema d'apertura del programma di moda della BBC The Clothes Show, messo in onda sin dal 1986. In The Night rimase il tema d'apertura dello show fino al 1995, quando il duo ri-registrò In The Night in una versione recente intitolata In The Night 1995, brano incluso come b-side nel loro singolo del 1995 Paninaro '95.

## Video musicale
Il videoclip dell'edizione del 1985 fu diretto dal fotografo Eric Watson e dal regista Andy Morahan e mostra Lowe in un parcheggio sotterraneo. Una Cadillac si avvia verso di lui e si ferma, dopodiché Tennant si materializza, vestendo un cappotto di Stephen Linard, occhiali e cappello: rinchiuso ad altezza busto in una specie di botola, canta la canzone. Il video termina con la disintegrazione di Tennant e con la partenza dell'auto. Il video fu parzialmente ispirato dalle immagini del film Wise Blood.
Per l'edizione del 1986, il videoclip si avvalse della direzione di Zbigniew Rybczyński. Nel video Tennant riveste gli stessi vestiti indossati nella prima versione (fatta eccezione per gli occhiali), mentre Lowe veste maglia bianca, jeans e cappello rosso (impersonificando un muratore). Il video si avvale di uno sfondo raffigurante una città e delle nuvole, fatte di luci colorate, e mostra ripetutamente le figure del duo, anche raddoppiate.

## Tracce

### Edizione del 1985
45 giri
- Lato A

1. Opportunities (Let's Make Lots of Money) – 3:45

- Lato B

1. In the Night – 4:50

33 giri (parte 1)
- Lato A

1. Opportunities (Let's Make Lots of Money) (Dance Mix) – 6:44

- Lato B

1. In the Night – 4:50

33 giri (parte 2)
- Lato A

1. Opportunities (Let's Make Lots of Money) (Version Latina) – 5:29

- Lato B

1. Opportunities (Dub for Money) – 4:54
2. In the Night – 4:50

### Edizione del 1986
45 giri
- Lato A

1. Opportunities (Let's Make Lots of Money) – 3:36

- Lato B

1. Was That What It Was? – 5:18

33 giri
- Lato A

1. Opportunities (Let's Make Lots of Money) (Shep Pettibone Mastermix) – 7:18
2. Opportunities (Reprise) – 4:27

- Lato B

1. Opportunities (Original Dance Mix) – 6:45
2. Was That What It Was? – 5:18

## Classifiche
| Classifica (1985)        | Posizione massima |
| ------------------------ | ----------------- |
| Australia                | 63                |
| Regno Unito              | 116               |
| Classifica (1986)        | Posizione massima |
| Australia                | 63                |
| Canada                   | 22                |
| Germania                 | 25                |
| Irlanda                  | 14                |
| Italia                   | 46                |
| Nuova Zelanda            | 2                 |
| Paesi Bassi              | 23                |
| Regno Unito              | 11                |
| Stati Uniti              | 10                |
| Stati Uniti (dance club) | 3                 |